# جرابلس
مدينة جرابلس هي مدينة سورية ومركز منطقة جرابلس في محافظة حلب. تقع على بعد 125 كم شمال شرق مدينة حلب في أقصى شمال سوريا على نهر الفرات حيث أنها أول مدينة يدخل عبرها النهر. بلغ عدد سكان الناحية 50،729 نسمة حسب تعداد عام 2024. اللغة العربية العشائرية الفراتية و التركمنية .
تتميز جرابلس بمناخ معتدل نسبيًا في الصيف وبارد في الشتاء. الربيع من أجمل فصول السنة حيث تتلون الطبيعة في سهول ومناطق وأرياف جرابلس الرائعة، وجمال الطبيعة تدعو للتأمل وتعطي تفاصيل في غاية الإبداع للجمال والطبيعة. ويمر من قرية الجامل الطريق العام الذي يصل إلى مدينة جرابلس.

## تاريخ جرابلس
جرابلس هي كركميش التاريخية عاصمة الحثيين الشهيرة. كركميش مدينة استوطنها الإنسان منذ آلاف السنين. قامت العديد من بعثات الاثار السورية والاجنبية بالتنقيب والكشف عن آثار المدينة ، في الاربعينات قامت بعثة اثرية من جامعة اكسفورد بقيادة الباحث وعالم الاثار الشهير ديفيد جورج هوغارث بالتنقيب في جرابلس عن مدينة كركميش والتي تعود إلى خمسة آلاف سنة وكشف التنقيب عن المدينة نقلت الكثير من المكتشفات إلى متحف - اشمولين - في أكسفورد، وتم الكشف عن الكثير من الآثار الهامة منها الابنية والمغر الأثرية مثل المغر الكائنة شرق المدينة وغربها والمتواجدة بكثرة في ريف المنطقة وأشهرها قرية قرخ مغار التي تعتبر في حقبة ما من التاريخ لتجمع سكاني كبير وبها ما يزيد عن أربعين مغارة كهوف وكذلك مغر الصريصات (قرخ مغار) أي أربعون مغارة وغيرها العديد من آثار هذه الحضارة العريقة.

## المناخ
يظهر الجدول التالي التغييرات المناخية على مدار السنة لجرابلس:
| البيانات المناخية لـجرابلس                                         | البيانات المناخية لـجرابلس | البيانات المناخية لـجرابلس | البيانات المناخية لـجرابلس | البيانات المناخية لـجرابلس | البيانات المناخية لـجرابلس | البيانات المناخية لـجرابلس | البيانات المناخية لـجرابلس | البيانات المناخية لـجرابلس | البيانات المناخية لـجرابلس | البيانات المناخية لـجرابلس | البيانات المناخية لـجرابلس | البيانات المناخية لـجرابلس | البيانات المناخية لـجرابلس |
| الشهر                                                              | يناير                      | فبراير                     | مارس                       | أبريل                      | مايو                       | يونيو                      | يوليو                      | أغسطس                      | سبتمبر                     | أكتوبر                     | نوفمبر                     | ديسمبر                     | المعدل السنوي              |
| ------------------------------------------------------------------ | -------------------------- | -------------------------- | -------------------------- | -------------------------- | -------------------------- | -------------------------- | -------------------------- | -------------------------- | -------------------------- | -------------------------- | -------------------------- | -------------------------- | -------------------------- |
| متوسط درجة الحرارة الكبرى °م (°ف)                                  | 8.0 (46.4)                 | 10.5 (50.9)                | 16.1 (61.0)                | 23.4 (74.1)                | 28.7 (83.7)                | 34.3 (93.7)                | 37.7 (99.9)                | 38.5 (101.3)               | 34.2 (93.6)                | 26.8 (80.2)                | 16.3 (61.3)                | 9.9 (49.8)                 | 23.7 (74.7)                |
| متوسط درجة الحرارة الصغرى °م (°ف)                                  | −1.2 (29.8)                | −0.6 (30.9)                | 4.3 (39.7)                 | 7.2 (45.0)                 | 12.5 (54.5)                | 15.1 (59.2)                | 19.9 (67.8)                | 20.9 (69.6)                | 16.3 (61.3)                | 12.4 (54.3)                | 6.4 (43.5)                 | −0.5 (31.1)                | 9.4 (48.9)                 |
| الهطول مم (إنش)                                                    | 71 (2.8)                   | 49 (1.9)                   | 39 (1.5)                   | 35 (1.4)                   | 20 (0.8)                   | 3 (0.1)                    | 0 (0)                      | 0 (0)                      | 3 (0.1)                    | 21 (0.8)                   | 32 (1.3)                   | 64 (2.5)                   | 337 (13.2)                 |
| متوسط الأيام الممطرة                                               | 12                         | 8                          | 6                          | 4                          | 4                          | 1                          | 0                          | 0                          | 1                          | 3                          | 5                          | 10                         | 54                         |
| متوسط الأيام المثلجة                                               | 2.0                        | 1.0                        | 0                          | 0                          | 0                          | 0                          | 0                          | 0                          | 0                          | 0                          | 0                          | 1.5                        | 4.5                        |
| متوسط الرطوبة النسبية (%)                                          | 75                         | 67                         | 60                         | 56                         | 42                         | 40                         | 35                         | 35                         | 44                         | 47                         | 55                         | 74                         | 53                         |
| المصدر: Weather Online, Weather Base, BBC Weather and My Weather 2 |                            |                            |                            |                            |                            |                            |                            |                            |                            |                            |                            |                            |                            |

## اعلامي
- مصطفى موسى الحمادي

- محمود حماد